# Apamea beneditoi
Apamea beneditoi là một loài bướm đêm trong họ Noctuidae.